# マーク・オルバーディング
マーク・オルバーディング(Mark Olberding, 1956年4月21日 - ) はアメリカ合衆国、ミネソタ州・メルローズ出身の元バスケットボール選手である。ABA、NBAでサンアントニオ・スパーズを中心に12シーズンプレーした。
1980年のスパーズのチームメート、ジョージ・ジョンソン、デイブ・コージン、ケビン・レスタニ、ポール・グリフィン、レジー・ジョンソンとともに、フィジカルなプレーから、「ブルーズ(打撲)・ブラザーズ」と呼ばれた。

## 経歴
ミネソタ大学からサンディエゴ・セイルズに入団、その後、サンアントニオ・スパーズ、シカゴ・ブルズ、カンザスシティ・キングス（後にサクラメント・キングス）でプレーした。1987-88シーズンには、セリエAのパッラカネストロ・トレヴィーゾでプレーした。
1977年1月21日のボストン・セルティックス戦では、10本全てのフィールドゴールを成功させた。

## 成績
ABA、NBAで946試合に出場し、8,940得点、5,033リバウンド、2,332アシストの成績を残している。